# NGC 1385

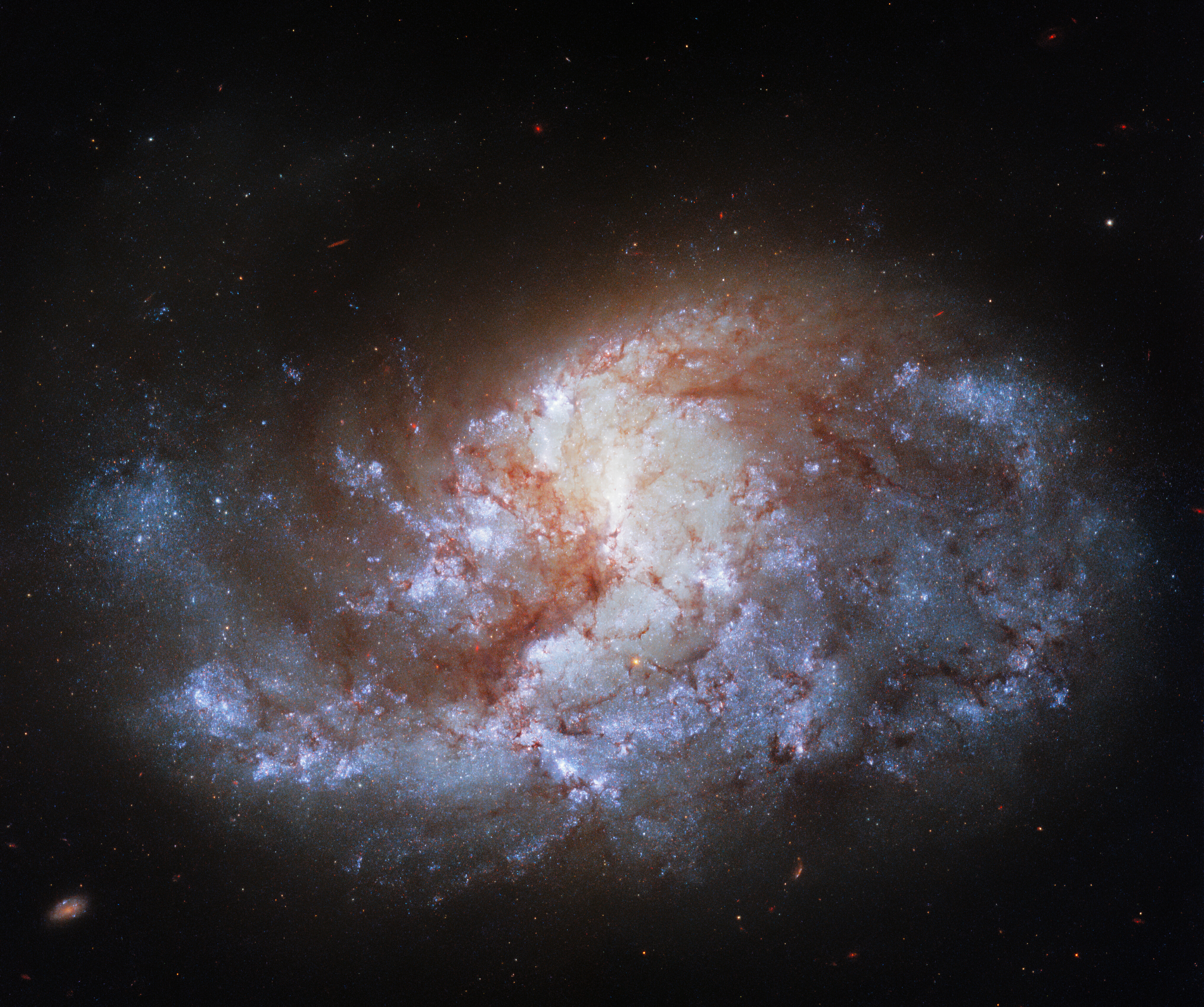
NGC 1385 par le télescope spatial Hubble.

NGC 1385 est une galaxie spirale barrée située dans la constellation du Fourneau. NGC 1385 a été découverte par l'astronome germano-britannique William Herschel en 1784.

## Caractéristiques
La classe de luminosité de NGC 1385 est III-IV et elle présente une large raie HI. Elle renferme également des régions d'hydrogène ionisé.

### Distance
Sa vitesse par rapport au fond diffus cosmologique est de 1 383 ± 10 km/s, ce qui correspond à une distance de Hubble de 20,4 ± 1,4 Mpc (∼66,5 millions d'al).
À ce jour, une trentaine de mesures non basées sur le décalage vers le rouge (redshift) donnent une distance de 15,999 ± 12,131 Mpc (∼52,2 millions d'al), ce qui est à l'intérieur des valeurs de la distance de Hubble. Notons cependant que c'est avec la valeur moyenne des mesures indépendantes, lorsqu'elles existent, que la base de données NASA/IPAC calcule le diamètre d'une galaxie et qu'en conséquence le diamètre de NGC 1385 pourrait être d'environ 49,4 kpc (∼161 000 al) si on utilisait la distance de Hubble pour le calculer.

### Luminosité dans l'infrarouge
La luminosité de NGC 1385 dans l'infrarouge lointain (de 40 à 400 µm)  est égale à 1,12 × 1010 {\displaystyle L_{\odot }} (1010,05{\displaystyle L_{\odot }}) et sa luminosité totale dans l'infrarouge (de 8 à 1 000 µm) est de 1,51 × 1010 {\displaystyle L_{\odot }} (1010,18{\displaystyle L_{\odot }}).

## Morphologie
Eskridge, Frogel et Pogge ont publié un article en 2002 décrivant la morphologie de 205 galaxies spirales ou lenticulaires rapprochées. Les observations ont été réalisées dans la bande H de l'infrarouge et dans la bande B (le bleu). Selon Eskridge et ses collègues, NGC 1385 est de type SBd dans la bande B et SBdm dans la bande H. Le bulbe de NGC 1385 est petit et une barre trapue le traverse. Des bras spiraux cotonneux et éparpillés émergent de plusieurs endroits du disque interne. Plusieurs nœuds de formation d'étoiles sont présents dans les bras internes. Les bras internes comprennent deux segments droits se dirigeant juste à l'est du nord depuis la zone de la barre. Le disque externe est asymétrique avec très peu d'émissions du côté nord-ouest de la galaxie.

## Groupe de NGC 1395 et l'amas de l'Éridan
NGC 1385 fait partie du groupe de NGC 1395. Ce groupe fait partie de l'amas de l'Éridan et il comprend au moins 31 galaxies, dont NGC 1315, NGC 1325, NGC 1331, NGC 1332, NGC 1347, NGC 1353, NGC 1371, NGC 1377, NGC 1395, NGC 1401, NGC 1414, NGC 1415, NGC 1422, NGC 1426, NGC 1438, NGC 1439, IC 1952, IC 1953 et IC 1962.